# Pokolj u Križančevu Selu
44°09′37″N 17°48′48″E / 44.1602222°N 17.8134166°E
Pokolj u Križančevu selu je naziv za događaje koji su započeli mjestu Križančevu Selu kod Viteza u srednjoj Bosni 22. i 23. prosinca 1993., i u kojima su pripadnici Armije BiH tijekom bošnjačko-hrvatskog sukoba u Središnjoj Bosni (listopad 1992. - ožujak 1994.) ubili znatan broj vojnika HVO i hrvatskih civila, a čitavo selo spalili do temelja.

## Bilanca
Prema prvim podatcima, u napadu Armije RBiH 22. prosinca 1993. na Križančevo Selo ubijena su 34 vojnika HVO-a. Prema kasnije dostupnim podacima, na dan borbi su na hrvatskoj strani stradale 44 žrtve (prema vrstama rana, nagađa se da su neki ubijeni nakon zarobljavanja), da bi u točno neutvrđeno vrijeme i okolnostima više dana nakon borbi snage Armije BiH pobile 30 zarobljenika iz redova HVO. Selo je opljačkano i spaljeno.
Poslije se ustanovilo da su bošnjačke snage pobile 64 Hrvata, jer se otkrilo da je još 30 Hrvata iz ovog mjesta odvedeno u pravcu sela Počulice pod bošnjačkom kontrolom gdje je bio mudžahedinski logor i potom ubijeni.

## Tijek zločina
Pristrana međunarodna zajednica nije ništa poduzela da bi zaštitila Hrvate u okruženim enklavama u Srednjoj Bosni, kao što je to napravila s Muslimanima drugdje po BiH, kojima je 6. svibnja 1993. proglasila šest UN-ovih sigurnih zona: Sarajevo, Tuzla, Žepa, Goražde, Bihać i Srebrenica. 
Hrvatska enklava Lašvanska dolina bila je osam mjeseci u blokadi i pred padom. Stoga su se Hrvati u Hrvatskoj i BiH samoorganizirali i organizirali humanitarni konvoj Bijeli put za Novu Bilu i Bosnu Srebrenu. Vodile su se velike borbe pregovorima da se u izolirane hrvatske enklave u Srednjoj Bosni dostavi humanitarna pomoć ovim konvojem, koji su Muslimani-Bošnjaci svim sredstvima sprječavali u prolasku i pljačkali. Nakon niza peripetija konvoj se 20. prosinca uspio probiti do Srednje Bosne. Za tu prigodu dogovoreno je dvodnevno primirje. Muslimansko-bošnjačko vodstvo je kao i prije odlučilo zloporabom odnosno kršenjem primirja, povjerenja druge strane i bianco dopuštenja međunarodne zajednice osvojiti teritorij. Kao i gotovo sve svoje vojne "pothvate", muslimansko-bošnjačke postrojbe svoj su "uspjeh" postigle na podao način, što su njihovi vođe nazivali "herojstvom" i "lukavom strategijom". Prije isteka primirja Armija BiH velikim je snagama žestoko napala Križančevo Selo. Armija BiH poduzela je veliku vojnu operaciju protiv Hrvatskog vijeća obrane (HVO). Brojnije i dobro naoružane postrojbe Armije BiH iznenadile su hrvatske branitelje. Borbe su potrajale kratko. Prodor je zaprijetio i presijecanjem Lašvanske doline, što bi značilo početak kraja obrane cijelog tog područja. Križančevo Selo je tad bilo prva obrambena crta prema travničko-zeničkom području pod kontrolom islamističke muslimanske Armije BiH na kojem je u to vrijeme bilo najviše stranih islamskih boraca mudžahedina i najveći broj njihovih vojnih logora za džihadističku obuku, u kojima su učitelji bili pripadnici onda još nepoznate Al-Qa'ide koji su u BiH ušli kao humanitarci. Zapadni obavještajni analitičari to nisu vidjeli ili nisu objavili, da je pod plaštom humanitarnog djelovanja, BiH postala središte za obuku i širenje džihadizma na Zapad, čime se danas hvale globalni lideri islamskog radikalizma.
U to su vrijeme mudžahedinske postrojbe bile integrirani dio Armije BiH, s izravnom zapovjednom linijom prema Aliji Izetbegoviću, koji je nastojao izbjeći obnovu vojnog i političkog savezništva s Hrvatima, preferirajući dogovor sa Srbima prema Deklaraciji Izetbegović – Krajišnik od 16. rujna 1993., dogovorom u kojem je Republici Srpskoj dana mogućnost izdvajanja iz BiH, a da buduća muslimanska država naslijedi mjesto BiH u međunarodnim organizacijama. Bliski suradnik Osame bin Laden, Fatih al-Hassanein bio je tada glavni Izetbegovićev financijer i mentor.
Zapovijed za napad 22. prosinca 1993. godine dozapovjednik 3. korpusa Armije BiH Džemo Merdan izdao je zapovijed: "...uništiti svu živu silu, uključivo žene, djecu i starce na prostoru Novi Travnik, Nova Bila, Vitez, Busovača...", traživši uporabu svih ratnih sredstava, pa i bojnih otrova, a sve da se čini "u slavu uzvišenog Alaha".
Tako su muslimansko-bošnjačke postrojbe poduzele sveopći napad topništvom i pješaštvom na položaje HVO-a u Vitezu, Novom Travniku i Busovači i svim okolnim naseljima (Nević Polje, Stara Bila). Isti dan na uskopaljskom ratištu kod Dobrošina je Armija RBIH osvajanjem kote Crni vrh presjekla komunikaciju Uskoplje – Rama. Stalno su granatirali Novi Travnik, Busovaču i Vitez, i taj dan je troje djece ranjeno u tom granatiranju. Križančevo Selo napali su s crta iz Zenice (Preočica – Počulica – Sivrino Selo) koje se bile 1,5 km od sjedišta UNPROFORA. Postrojbe u napadu bile su 2. bataljon 325. Brdsko-planinske brigade Armije RBIH i odred El-mudžahid i to pod osobnim nadzorom zapovjednika Generalštaba Armije RBiH Rasima Delića koji je cijelo vrijeme napada bio na zapovjednom mjestu u Vitezu, zatim pripadnici 7. muslimanske brigade i to pod tadašnjim zapovijedanjem Mahmut emir Karalića, pripadnici Krajiške brigade Fikreta Ćuskića i postrojbe “Frkine jedinice” pod zapovijedanjem Ferida Provalića.
Prekid vatre Muslimani-Bošnjaci nisu ispoštovali, a zapovjednik GŠ ARBIH Rasim Delić 23. prosinca 1993. rekao je da "prekid vatre nemoguć jer ima previše nedovršenog posla u Središnjoj Bosni", kako je poslije prenio potpukovnik UNPROFOR-a Peter Wiliams u knjizi o hrvatsko-bošnjačkom sukobu u Središnjoj Bosni Balkanska zima.
Prema medijskim napisima i kazivanju mještana koji su poznavali kako situaciju u prosincu 1993. godine, tako i osobe koje su sudjelovale u obrani sela (HVO) i u napadu na selo (Armija BiH), rano ujutro 22. prosinca 1993., u akciji naziva Krvavi badnjak su postrojbe ABiH probile crtu obrane 1. bojne Viteške brigade HVO-a i zaposjele Križančevo Selo, čime su došle nadomak prometnice Vitez - Busovača i ozbiljno ugrozilo obrani Viteza i Lašvanske doline; samo središte Viteza je zaposjednutog Križančeva Sela bilo je udaljeno oko 1000 metara.
Slijedilo je obredno masovno ubijanje. Prizori užasa posvugdje po selu. Vojnici Armije BiH i posebno mudžahedini izgledali su poput razuzdanih gorila koje su ubijale sve na što su naišli, i ljude i životinje. Na tijelima zarobljenih vojnika HVO-a i civila vidjele su se prostrijelne rane nanesene vatrenim oružjem iz blizine, zatim su to bile rasjekotine i nagnječenja od oštrih i tupih predmeta poput noža, sjekire, mačete, čekića i drugih. Pokušali su ući pripadnici Unprofora u selo, no vojnici Armije BiH pucali na njih. Zaprijetili su i veleposlaniku ECMM-a Martinu Garrodu da će vojnici Armije BiH upotrijebiti oružje ako netko pokuša ući u selo. Odlazak u selo je UNPROFOR-u i Međunarodnom crvenom križu zabranio zapovjednik 3. korpusa ARBIH Enver Hadžihasanović. Zbog toga se dugo nije znao točan broj ubijenih niti sudbina zarobljenih.
Nakon što su ostvarili tu zadaću, pripadnici ABiH su selo temeljito opljačkali i potom zapalili sve kuće i gospodarske objekte - pa su snage HVO koje su već 23. prosinca 1993. god. potisnule ABiH iz Križančeva sela, našli selo kao veliko zgarište. Izuzev što su u borbama i neposredno nakon njih ubijena 44 vojnika (Prve bojne Viteške brigade HVO-a) i civila (mještana Križančeva Sela) hrvatske nacionalnosti, među kojima je bilo žena i staraca, zarobljeno je barem trideset vojnika HVO-a. Zarobljenici su odvedeni u selo Počulicu, a kasnije u Zenicu. 
Nakon što su muslimasnko-bošnjački vođe isprve zabranili UN-u ulazak, UN je ponovio zahtjev i uputio molbu pa je tek nekoliko dana poslije očevid nad osam tijela ubijenih pripadnika HVO-a. Dogovorena je razmjena tijela za 27. siječnja 1994. nakon što su im posmrtni ostatci ponovo vraćeni u masovnu grobnicu.
Ubijeni Hrvati bili su u nekoliko masovnih grobnica. U Počulici je pronađeno je 28 tijela ubijenih Hrvata iz Križančeva Sela. Tijela ubijenih Hrvata muslimansko-bošnjački ratni zločinci oskvrnjivali su i onemogućivanjem dostojna pokopa i podlom zloporabom za ubijanje protivničke vojske. Tijela su smjestili duž crte razgraničenja, tako da je HVO riskirao živote za dovlačenje mrtvih. U nekoliko navrata pripadnici HVO-a su organizirali akcije prikupljanja tijela ubijenih u zonama unutar crta razgraničenja. U jednoj akciji 21. siječnja 1994. pronađeno je pet tijela, 22. siječnja 1994. 13 tijela, a 24. siječnja 1994. još tri tijela. Otac ubijenog Tomislava Križanca Jozo Križanac ubijen je nakon što je pokušao izvući sinovo mrtvo tijelo u zoni razgraničenja.
Nakon 39 dana od napada, pod pritiskom obitelji nestalih, UNPROFOR-a i Međunarodnog Crvenog križa, muslimansko-bošnjačka je strana 1. veljače 1994. predala tijela 30 pobijenih zarobljenika.
Tijela mrtvih vratili su u UNHCR-ovim plastičnim vrećama. Tijela su bila tako strahovito izmasakrirana, s brojnim tragovima svirepog mučenja, da se onesvijestio liječnik koji je vršio identifikaciju. Na posmrtnim ostacima uočeni su tragovi zlostavljanja i odsijecanja dijelova tijela. Zapisnik o ubijenima izgledao je ovako: Leš br. 1 – Zdrobljena glava u predjelu vilica, duboka rasjekotina na lijevoj natkoljenici. Leš br. 2 – Zdrobljena glava, izbijene oči. Leš br. 3 – Izbijeno lijevo oko, zdrobljena vilica ulijevo. Leš br. 4 – Zdrobljena glava. Leš br. 5 – Zdrobljena glava odozgo, lica nema. Leš br. 6 – Zdrobljena glava, pomjerene vilice s lijeve strane udesno, zdrobljena natkoljenica. Leš br. 7 – Zdrobljeno lice. Leš br. 8 – Zdrobljena glava u potiljku. Leš br. 9.- Preklan, rez širok 15 centimetara. Leš br.10. – Glava zdrobljena, duboka posjekotina ispod lijevog uha. Leš br.11. – Zdrobljena glava…? itd.

## Obilježavanja tragedije
Dne 14. travnja 2010. godine hrvatski predsjednik Ivo Josipović je posjetio ovo područje i poklonio se žrtvama, u pratnji velikodostojnika Katoličke Crkve i Islamske vjerske zajednice.
Dana 22. prosinca 2013. god, na 20. obljetnicu događaja položili su ministar obrane Republike Hrvatske Ante Kotromanović i zamjenica ministra obrane BiH Marina Pendeš na spomen obilježje stradanja vijenac s imenima 74 žrtve. Križančevo selo je postalo prvorazredno mjesta sjećanja bosanskohercegovačkih Hrvata na ratna stradanja iz 1990.- ih godina.

## Sudske mjere
Ratni zločin uopće nije procesuiran pred Haaškim tribunalom. Nalogodavcima i stvarnim bjelosvjetskim moćnicima koji su povlačili sve konce u Tribunalu hrvatske žrtve uvijek su bile u drugom planu, podcijenjene i zanemarene, sve se radilo da se ocrni bh. Hrvate novim crnim mitom, Hrvatima se tražilo trun od kojeg se pravilo brvno, dok su na muslimansko-bošnjačkoj strani prolazile nekažnjene šume zločina. 
Negativna uloga u rasvjetljavanju ovog zločina pripada i ondašnjem posebnom UN-ovom izvjestitelju za ljudska prava za područje bivše Jugoslavije Tadeuszu Mazowieckom. Zbog vlastita neznanja, naivnosti, površnosti, pristranosti, zaslijepljenošću muslimansko-bošnjačkom propagandom ili po nalogu nekog moćnijeg iznad sebe čije je zapovijedi sa strahopoštovanjem izvršavao, kao i brojni drugi dužnosnici međunarodne zajednice, novinstvu je izjavio da je akcija u Križančevu Selu bila "čista vojnička pobjeda Armije BiH", čime je na duži rok ušutkana svaka zamisao o borbi za istinu u ovom slučaju. Umanjivanju zločina pridonijele su izjave "svjedoka" iz Hrvatima nesklonih država poput Velike Britanije, čije je osoblje u BiH obavilo prljavu zadaću protiv Hrvata.
Na suđenju Kordiću i Čerkezu na Haaškom tribunalu raspravljalo se i o tome kad je 6. siječnja 1994. mjesto ratnog zločina u Križančevu Selu istražio lokalni UNPROFOR. Svjedok britanski pukovnik Peter Gage Williams, koji je u to vrijeme bio dio lokalnih snaga UNPROFOR-a, odgovarajući na tužiteljevo pitanje o "smrti između 60 i 70 Hrvata u Križančevom Selu" objasnio da je siječnja 1994. godine sprovedena istraga tijekom koje je pronađeno 27 tijela, a ekshumirano 9, tvrdeći da "nije postojao ni jedan dokaz koji bi potvrdio teoriju o masakru".
Iskoristivši činjenicu da su hrvatski državljani, predsjednici više udruga Domovinskog rata u BiH prijavili su skupinu muslimansko-bošnjačkih visokih časnika Armije BiH, među ostalima zapovjednika Armije BiH i načelnika Glavnog stožera general Sefera Halilovića, zatim generala Jovana Divjaka, koji je bio zamjenik načelnika i pomoćnik načelnika Glavnog stožera Armije BiH. Kaznena prijava podnesena je i protiv člana Stožera vrhovnog zapovjedništva Armije BiH generala Vehbije Karića, zapovjednika Operativne skupine Zapad za Bugojnu, Uskoplje, Novi Travnik i načelnika Stožera zapovjedništva 7. korpusa generala Selme Cikotića, zapovjednika 37. muslimanske 'Lahke brigade' 3. Korpusa Armije BiH Asima Koričića, zapovjednici zloglasne postrojbe El mujaheed u sastavu III. Korpusa Sakiba Mahmuljina i Amira Kubure, jednog od zapovjednika u 7. muslimanskoj brigadi Šerifa Patkovića i zamjenika zapovjednika III. Korpusa Džemala Merdana. Sumnjiče ih stotine slučajeva zločina, ubojstva, mučenja, zatočenja, protjerivanje i razna zlostavljanja, ratne zločine i zločine protiv čovječnosti. Glavnom državnom odvjetniku Republike Hrvatske Dinku Cvitanu prijavu su podnijeli 2. ožujka 2017. u Zagrebu.
Ni 25 godina poslije ovog ratnog zločina muslimansko-bošnjačkih snaga hrvatske žrtve pravdu nisu dobile ni pred Haškim tribunalom, kao ni Sudom BiH.
Tek 8. studenoga 2018. bh. služba pod bošnjačkom kontrolom SIPA je na području Viteza, Sarajeva i Zenice uhitila osmoricu Bošnjaka - bivših pripadnika Armije RBiH, osumnjičenih za ratni zločin u Križančevom Selu. Među njima su i bivši pripadnici i zapovjednici Armije BiH s područja Središnje Bosne i Viteza. Uhićeni su: Ibrahim Purić, Ibrahim Tarazija, Nijaz Sivro, Rušit Nurković, Almir Sarajlić, Šaćir Omanović, Kasim Kavazović i Sadik Omanović. Tužiteljstvo BiH je priopćilo da su postupali protivno odredbama Ženevskih konvencija o zaštiti ratnih zarobljenika i civilnih osoba za vrijeme rata, počinivši ratni zločin nad žrtvama hrvatske nacionalnosti na lokalitetu Križančeva sela, Šafradina i Dubravice, "gdje je 22. prosinca 1993. ubijeno najmanje 12 zarobljenih pripadnika HVO-a koji su se prethodno predali, kao i za brutalnu smrt i komadanje dvije civilne osobe, žene hrvatske nacionalnosti, zatim za pljačkanje i uništavanje imovine." 
Među Hrvatima je ovo primljeno sa skepsom, zato što su uhićeni osumnjičenici većinom bili onda obični vojnici dok su tek dvojica iz trećeg-četvrtog ranga zapovjednog lanca Trećeg korpusa Armije BiH kojom su zapovijedali bivši visoki časnici JNA Enver Hadžihasanović i njegov zamjenik Džemo Merdan.
Ostala je samo nada u proširenje istrage i procesuiranje najodgovornijih, što će se postići tek u povoljnoj konstelaciji međunarodnih odnosa, interesa i snaga. Ukupno 653 od Muslimana-Bošnjaka i od dragovoljaca iz islamskih zemalja ubijenih hrvatskih vojnika i civila, a među njima i 21 dijete čekaju pravdu.

## Vanjske poveznice
- Deutsche Welle Zdravko Ljubas: Kasna pravda za Križančevo Selo?, 18. studenoga 2018.